# Helios and Matheson Analytics
Helios and Matheson Analytics é uma empresa de análise de dados de capital aberto com sede em Nova Iorque, Nova York e é a controladora do MoviePass.

## História
A empresa foi fundada em 1983 por Shmuel BenTov como Software Ben-Tov. Ele mudou seu nome no final daquele ano para The A Consulting Team. A empresa fez sua oferta pública inicial em 1997.
Em 2006, a Helios & Matheson Information Technology Ltd., uma empresa de consultoria em TI sediada na Índia, comprou uma participação majoritária na empresa. A equipe de consultoria A mudou seu nome em 2007 para Helios & Matheson North America, para destacar sua associação com a empresa controladora.
A empresa novamente mudou seu nome em 2011 para Helios & Matheson Information Technology Inc., para refletir que estava buscando oportunidades de negócios em todo o mundo, e depois em 2013 para Helios e Matheson Analytics, para refletir que os negócios "haviam ido além da TI".
A empresa adquiriu a Zone Technologies, fabricante do aplicativo RedZone Map, em novembro de 2016. O fundador da Zona, Ted Farnsworth, foi nomeado presidente da Helios e, em janeiro de 2017, tornou-se CEO da Helios.
Em agosto de 2017, a Helios comprou uma participação majoritária no MoviePass. A Helios adiantou o MoviePass 55 milhões de dólares de dezembro a 20 de fevereiro de 2018. O MoviePass então converteu os adiantamentos de dívida em capital. Isso aumentou a participação acionária da Helios de 62,4% para 81,2%. Outros 35 milhões de dólares em adiantamentos convertidos em capital elevaram a Helios a 91,8%, permitindo uma fusão iniciada unilateralmente pelo conselho da Helios. Em janeiro de 2018, o co-fundador Stacey Spikes foi demitido da empresa.
Em abril de 2018, a Helios adquiriu o site de listagem de filmes Moviefone da subsidiária de mídia digital da Verizon, Oath Inc. Como parte da transação, a Verizon assumiu uma participação acionária no MoviePass.
Em março de 2018, o conselho de administração iniciou o processo de cisão da Zone Technologies para os acionistas como uma empresa separada, de capital aberto, na esperança de permitir que a Helios se concentre em seus pontos fortes.
Em abril de 2018, a Helios vendeu 150 milhões de dólares em ações e 30 milhões de dólares em ações a 2,75  dólares, um desconto em relação ao preço de fechamento do mercado de 3,83 dólares. A maioria dos recursos foi usada para financiar o MoviePass. Com a diluição e o desconto nas ações, investidores anteriores manifestaram sua insatisfação com a empresa no Twitter.
Em maio de 2018, a empresa adquiriu os ativos da Emmett Furla Oasis Films e ganhou a experiência de seus executivos em fazer filmes para uma nova subsidiária, a MoviePass Films, com a opção de comprar a biblioteca. A nova empresa seria detida em 51% pela Helios e o restante pela EFO. No início de agosto de 2018, Helios e Matheson concluíram a aquisição dos ativos da Emmett Furla Oasis Films para a subsidiária MoviePass, MoviePass Films.
Em agosto de 2018, a empresa reportou uma perda de 100 milhões de dólares no segundo trimestre de 2018, sendo negociada no valor implícito de 30 milhões de dólares. Em outubro de 2018, o Procurador-Geral de Nova Iorque abriu uma investigação sobre a Helios and Matheson Analytics, investigando se enganava os investidores sobre a situação financeira da empresa.
Com a percepção de mercado do MoviePass afetando o valor das ações da Helios & Matheson, em outubro de 2018, a empresa revelou um plano preliminar de cisão de suas unidades da indústria cinematográfica como MoviePass Entertainment Holdings. O plano prevê um dividendo de ações de uma minoria das ações da holding, permitindo à Helios reter um controle acionário e listar a nova empresa na NASDAQ ou no mercado alternativo. As ações da empresa foram retiradas da NASDAQ em 12 de fevereiro de 2019 e transferidas para os mercados de balcão.